# سنگ‌نگاره‌های اشکیولمس
سنگ‌نگاره‌های اشکیولمس در سراسر رشته کوه اشکیولمز در منطقه آلماتی قزاقستان واقع شده‌است. این منطقه برای ثبت در فهرست میراث جهانی مکان‌هایی که «ارزش جهانی برجسته» برای جهان دارند در نظر گرفته شده‌است.
سنگ‌نگاره‌های رشته‌کوه اشکیولمس، قدمتشان از ابتدای عصر آهن تا قرون وسطی می‌رسد. این سنگ‌نگاره‌ها جوامع کوچ‌نشین و زندگی‌شان را نشان می‌دهد و با جزئیات، با نشان داده لباس‌ها، اسلحه و ابزار ساخته شده‌اند.

## وضعیت میراث جهانی
این سایت در ۲۴ سپتامبر ۱۹۹۸ در رده مختلط (فرهنگی + طبیعی) به فهرست موقت میراث جهانی یونسکو اضافه شد.